# Frantz Howitz
 Frantz Johannes August Carl Howitz, född 7 december 1828 på Klintholm på Møn, död 1912, var en dansk läkare och professor, brorson till Frantz Gotthard Howitz, bror till Georg Howitz.
Howitz dimitterades från Metropolitanskolen 1846 och började därefter studera medicin. Han tjänstgjorde i krigen 1848-50 som underläkare i armén, tog 1853 läkarexamen och tjänstgjorde samma år som koleraläkare i Köpenhamn. Efter att 1855 ha varit amanuens hos godsläkaren på Holsteinborg företog han en utlandsresa, var efter sin hemkomst 1856-57 kandidat vid barnbördshuset i Köpenhamn, disputerade 1857 för den medicine doktorsgraden, var 1857-59 förste underläkare vid Frederiks Hospital och verkade därefter några år som distriktsläkare i Köpenhamn. En tid tillhörde han redaktionen för "Hospitalstidendes". 
År 1860 blev han förste förlossningsunderläkare vid barnbördshuset, och började samtidigt att som privatdocent att hålla föreläsningar i gynekologi, en specialitet, under denna tid gjorde stora framsteg, först och främst i operativt hänseende; 1863 utförde han den förste ovariotomin i Danmark. Efter att ha fungerat som lasarettsöverläkare i Köpenhamn under krigen 1864 företog han en gynekologisk studieresa och konkurrerade efter sin hemkomst 1866 med Asger Stadfeldt till den lediga professuren i obstetrik och gynekologi (den sistnämnde fick dock tjänsten). Howitz var också den förste danske läkare som tog till sig ungraren Ignaz Semmelweiss forskning om barnsängsfebern, även om äran för att ha infört aseptiken och antiseptiken i Danmark främst tillkommit Stadfeldt.
År 1868 upprättade han tillsammans med Peter Plum en kirurgisk-gynekologisk klinik i Köpenhamn och fick kort efter dispositionsrätt över ett antal sängar på Diakonissestiftelsens sjukhus samt ledde 1869-1903 på Frederiksberg Kommunehospital en särskild avdelning, som under årens lopp anlitades av en mängd kvinnor från hela Norden och där de flesta yngre danska kvinnoläkare fick sin utbildning. Åren 1871-74 var han censor vid medicinsk examen och tilldelades 1872 professors namn. År 1884 fungerade han som självskriven president för den gynekologiska sektionen av den internationella läkarekongressen i Köpenhamn. Vidare började han 1895 behandla myxödem genom att låta patienterna förtära sköldkörtlar av djur och föreslog 1902, att man skulle behandla cancer genom frysning. Han blev 1905 ordförande i en av Danmarks läkare tillsatt kommitté till motarbetande av cancern. Från 1865-82 var han borgerrepresentant i Köpenhamn, varefter han bosatte sig på Frederiksberg.
År 1877 grundade han tillsammans med flera andra framstående nordiska specialister tidskriften "Gynækologiske og obstetriciske meddelelser" (tio band, till 1893), och var därefter dess huvudredaktör och publicerade däri egna viktiga avhandlingar. År 1892 publicerade han en större populär skrift, en Sundhedslære for kvinder (tredje upplagan 1892, översatt till flera språk), samt med Leopold Meyer en Lærebog i gynækologi (1897, andra upplagan 1901).

## Utmärkelser
- Professors namn,  1872[2]
- Dannebrogsmännens hederstecken,  1885[2]
- Kommendör av Dannebrogorden,  1898[2]

[Redigera Wikidata]